# شهرستان عسیلان

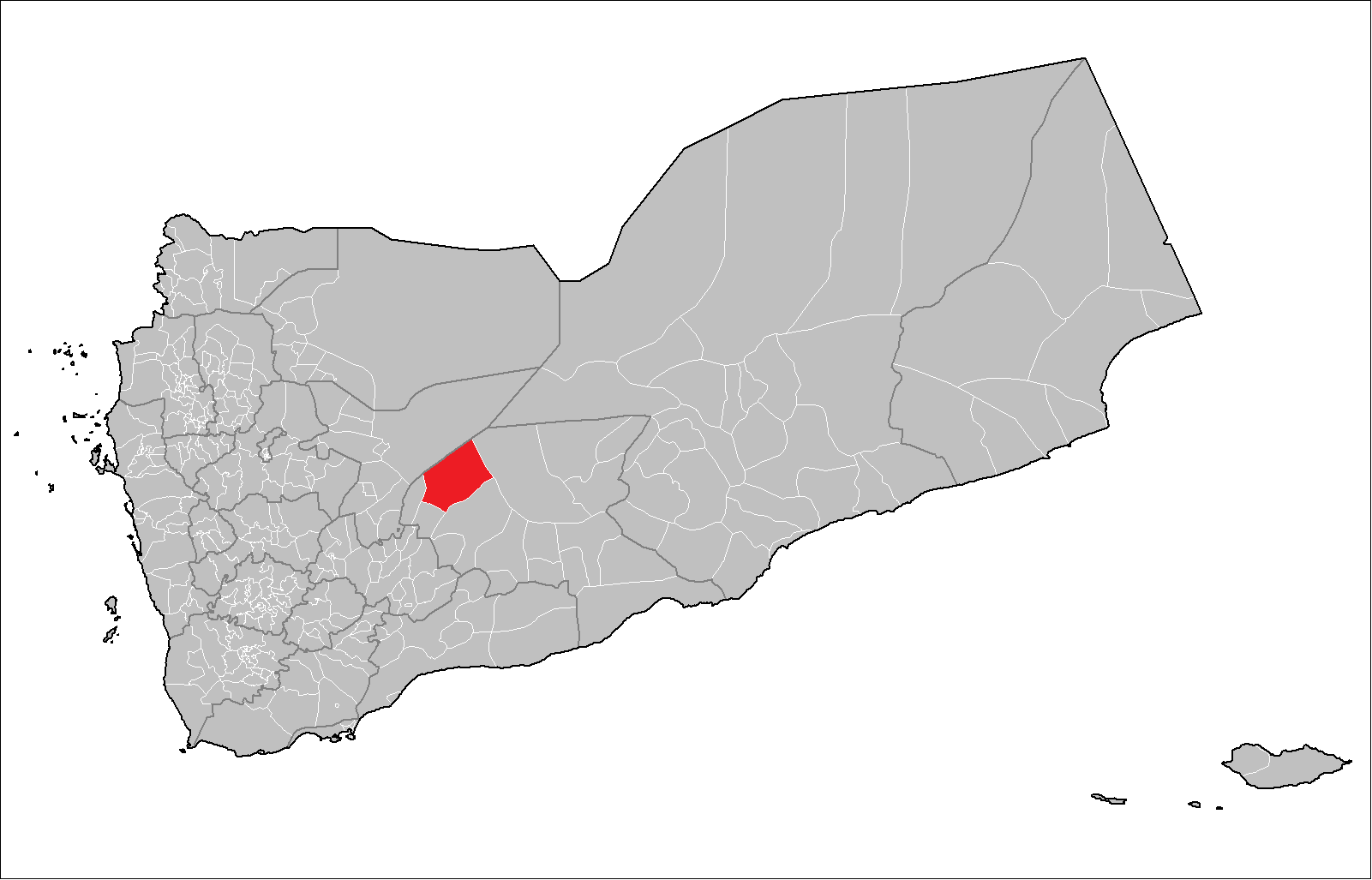
شهرستان عسیلان

ناحیهٔ عسیلان (به عربی: مدیریة عسیلان) یک ناحیه در یمن است که در استان شبوه واقع شده‌است.
ناحیهٔ عسیلان ۳۱٬۵۱۸ نفر جمعیت دارد.